# PAC-MAN 256
『PAC-MAN 256』（パックマン 256）は、BANDAI NAMCO Entertainment Europeより2015年8月20日に配信を開始したiOSおよびAndroid搭載デバイス対応の基本プレイ無料（F2P）のアプリケーション。
2016年6月22日にPlayStation 4、Steamで配信された。

## 誕生のきっかけ
35周年を迎えたナムコ（現：バンダイナムコエンターテインメント）の『パックマン』。アーケード版のパックマンには256面に到達すると、画面が乱れてゲームが続行不可能になる有名なバグが存在する。それをモチーフに、バグにより崩壊する世界から逃げるエンドレスなパックマンを『クロッシーロード』のHipster Whaleと、BANDAI NAMCO Studios Vancouverが共同で開発を行った。

## 作品解説

### ルール
フリック入力（先行入力可能）によりパックマンを操作し、迷路内に落ちているクッキー、パワークッキー、パワーアップアイテム、フルーツを食べながら上方へと進む。下方からはグリッチ（バグ）が迫ってき、道中にはゴーストが徘徊している。グリッチに追いつかれるか、ゴーストに捕まるとゲームオーバーとなる。エンドレスなゲームの為、ゴールは存在しない。

### ゴースト
全8種類。倒すためにはパワークッキーか特定のパワーアップアイテムを食べる必要がある。
| 色        | 名前       | 追跡パターン |
| --------- | ---------- | --- |
| 赤■       | ブリンキー | パックマンをしつこく追いかける。                                                                                                   |
| ピンク■   | ピンキー   | 普段は視界を時計回りに見渡しながら立ち止まっているが、向いた視界にパックマンがいるとその方向へ猛スピードで壁に当たるまで直進する。 |
| 水色■     | インキー   | 特定のルートを反時計回りに巡回している。パックマンより足が遅い。                                                                   |
| オレンジ■ | クライド   | 画面下方に向かって移動する。T字路に突き当たった場合はパックマンのいる方向に方向転換してくる。                                      |
| 紫■       | スー       | 3体が列になってパックマンがいる方向にゆっくり移動する。左右にしか動かない。                                                        |
| 緑■       | ファンキー | 4体が列になって左右に移動し続ける。                                                                                                |
| グレー■   | スパンキー | 普段は眠っているが、パックマンが近づくと起きて追跡を開始。しばらく経つとまた寝てしまう。                                           |
| 常に変化  | グリッチー | 下方から迫るグリッチと似たものをまとっている。パックマンを追いかけるが、時折停止してワープ移動を行う。                             |

### グリッチ
オリジナル版『パックマン』の256面で起こる表示崩れをモチーフとした、点滅する文字や欠けたグラフィックで構成された黒い部分。ゲーム開始の10秒後より、画面下方から上方に向けて徐々に迫って来る。パックマンがグリッチの中に完全に入ってしまうとゲームオーバーとなる。ゴーストがグリッチの中に入ると消滅する。

### クッキー
パックマンが食べるドット。途切れずに連続して食べることを「クッキーコンボ」と呼ぶ。クッキーコンボが16、32、64、128になるとボーナス点が入り、256に達すると、ボーナスとして画面内のゴーストを全て一掃する。

### パワークッキー
通常、パックマンはモンスターに追跡される立場にあるが、迷路内に配置されたパワークッキーを食べることによって立場を逆転することができる。パックマンが食べるとモンスターの色が一定時間、青色へと変化する。この状態ではパックマンが噛み付いて撃退することができる。連続して噛み付くたびに点数は増加し、10・20・30・40点…が獲得できる。モンスターを撃退すると有効時間が僅かに延長される。

### パワーアップアイテム
全21種類。この中から3つまでパックマンに装備させることが出来る。パワーアップアイテムは食べたクッキーの累計によって徐々に解除される。
装備したパワーアップアイテムを使用するには、クレジットを消費する必要がある。クレジットは10分ごとに1回復する。
また、後述の「コイン」を使って強化することが出来る。強化することによって、パワーアップアイテムの使用時間が伸びたり、モンスターを倒した際の得点が増加する。
レベル1からレベル8まで強化可能で、レベルが上がる毎に強化に要する時間が長くなる。
パワーアップアイテムの効果が続いている時は、他のアイテムが四角いキューブになり、取ると使用時間が少し延長される。
BEAM
上下に射程無限のビームを撃つ。ビームは壁を貫通しパックマンの横移動に合わせてワインドする。
LASER
前方に射程無限のレーザービームを撃つ。
FREEZE
全てのゴーストの動きを遅くする。あくまで動きを遅くするだけで、ゴーストに触れるとミスになる。
BOMB
パックマンが赤くなり、ゴーストに触れるか一定時間経過後に爆発する。
GIANT
パックマンが大きくなりゴーストを踏み潰せる。
TORNADO
ゴーストを追いかける竜巻を呼ぶ。効果時間が続く限りゴーストを巻き込んでいく。
STEALTH
パックマンが紫色になり、ゴーストをすり抜けることができるようになる。ゴーストを攻撃できない分、持続時間が長い。
FIRE
パックマンが無敵になり、通った場所に炎が広がる。炎は一定時間残り、炎に触れたゴーストを倒すことができる。
TRAP
ゴーストを捕まえる罠を画面内に置く。
MAGNET
パックマンの近くのクッキー、アイテムを引き寄せる。壁越しのクッキーも回収するので、クッキーコンボが途切れにくくなる。
PAC-MEN
チビパックマンを3体呼び出してゴーストを攻撃する。他のアイテムで時間延長するとチビパックマンが1体補充される。
SHATTER
ゴーストの動きを遅くすると同時に、氷柱を迷路内に召喚する。触れることでポイントを獲得できる。
PYRO
FIREと同じだが、上下左右に炎が拡散する。炎は一定時間残り、炎に触れたゴーストを倒すことができる。
TWINADO
ゴーストを追いかける2つの竜巻を呼び出す。
OPTICS
角で曲がるレーザーを撃つ。レーザーは右に屈折する。
BOOM
パックマンが赤くなり、一定時間経過後に爆発。また、一定時間内であれば何度でもゴーストに当たることによって小さな爆発を起こせる。
REGEN
MAGNETの効果に加え、食べたクッキーが時間経過で再生する。攻撃こそできないが、クッキー256連コンボが容易になる。
RADER
パックマンがソナーのように回転するビームを放つ。ビームは2時の方向からゆっくりと右回転する。
CHERRY
パックマンの近くにいるゴーストをチェリーに変えてしまう。効果時間が長い。
SONAR
ゴーストを遠ざける超音波を放つ。効果中はゴーストに触れてもミスにならない。
ELECTRIC
パックマンが電気を帯び、無敵になる。高圧電流は離れているゴーストを1体ずつ倒してくれる。

### コイン
道中に落ちているCと書かれたコイン。また、特定のミッションを満たすことで得られるギフトからも入手可能。集めることによってパワーアップアイテムを強化できる。

### フルーツ
フルーツを取ることによって、（クッキーコンボ） × （フルーツ倍率）で計算された得点が入る。
| フルーツ     | 倍率 |
| ------------ | ---- |
| チェリー     | 2倍  |
| アップル     | 3倍  |
| ストロベリー | 4倍  |
| オレンジ     | 5倍  |
| メロン       | 6倍  |

### 緊急回避用通路
パックマンがゴーストに追い詰められてしまった際、ゴーストを振り切るための仕掛けが2つ用意されている。
ワープトンネル
迷路の左右を繋ぐトンネルが画面左右両端に存在する。パックマン、ゴーストが通ることができる。トンネルを通過した直後は一時的に当たり判定がなくなる。
一方通行
ゴーストだけがその制約を受け、特定方向からその通路へ進入できないようになっている。パックマンは一方通行を逆走することができるが、進む速度が遅くなり、クッキーコンボも途切れる。